# Caenoura
Caenoura is een vliegengeslacht uit de familie van de roofvliegen (Asilidae).

## Soorten
- C. annulitarsis (Loew, 1858)
- C. sinuatus (Loew, 1858)